# Jake Rodriguez
Jake Rodriguez (* 2. Oktober 1965 in Arroyo, Puerto Rico als Evaristo Rodriguez) ist ein ehemaliger puerto-ricanischer Boxer im Halbweltergewicht. Am 13. Februar 1994 nahm er Charles Murray den IBF-Weltmeistergürtel durch Mehrheitsentscheidung ab. Am 28. Januar 1995 verlor er den Titel in Las Vegas gegen den in Australien heimisch gewordenen russischen Boxer Kostya Tszyu durch technischen KO in Runde 6. Nach zwei folgenden Siegen unterlag er am 18. November 1995 in Atlantic City Pernell Whitaker, beim Versuch den Titel der WBC (World Boxing Council) im Weltergewicht zu erringen, ebenfalls in Runde 6. Nach vier weiteren vorzeitigen Niederlagen beendete er 1997 seine Karriere als Profiboxer. Seine Profibilanz lautet: 28 Siege (8 KO) – 8 Niederlagen – 2 Unentschieden